# Apanteles zhangi
Apanteles zhangi är en stekelart som beskrevs av Song och Chen 2003. Apanteles zhangi ingår i släktet Apanteles och familjen bracksteklar. Inga underarter finns listade i Catalogue of Life.